# Centro de Estudios Tecnológicos en Aguas Continentales

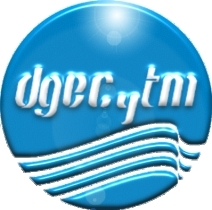
Sistema DGECYTM

El subsistema de Educación Media Superior CETAC responde a las siglas de Centro de Estudios Tecnológicos en Aguas Continentales, establecido en los Estados Unidos Mexicanos, el cual es dependiente del sistema DGECyTM (Dirección General de Educación en Ciencia y Tecnología del Mar)cuenta con directores altamente calificados en sus distintas áreas, adscrita a la SEMS (Subsecretaría de Educación Media Superior), que a su vez depende de la SEP (Secretaría de Educación Pública).
Existen seis CETAC en el país, los que imparten bachillerato tecnológico. Dos planteles están ubicados en Jocotepec (Jalisco), Tezontepec de Aldama (Hidalgo), junto a cuerpos de aguas continentales; y cuatro más en el centro del país, específicamente en Irapuato (Guanajuato), en Ciudad Valles (San Luis Potosí), en santa Isabel xiloxoxtla (Tlaxcala), y en la ciudad de Aguascalientes.
Existen 38 planteles homólogos pertenecientes a la DGECyTM en el interior de la República Mexicana, en los litorales: los CETMar (Centro de Estudios Tecnológicos del Mar) y un Centro Multimodal de Estudios Científicos y Tecnológicos del Mar y Aguas Continentales, en la Ciudad de México.
Los estudiantes de los planteles de la DGECyTM egresan con bachillerato tecnológico, es decir, bachillerato bivalente, ya que además de que estudian el nivel medio superior, cuentan con una formación profesional que les permite incorporarse al mercado laboral en alguna actividad productiva propia de la región donde habitan: en los litorales y junto a cuerpos de aguas continentales.
Con el bachillerato tecnológico pueden continuar una carrera de nivel superior.
La formación profesional es modular, intercambiable y basada en el sistema de competencias laborales. El bachillerato tecnológico está basado en el Acuerdo Secretarial 653, publicados en el DOF (Diario Oficial de la Federación).
Los estudiantes, al finalizar sus estudios y cubriendo los requisitos correspondientes, obtienen un título de técnico y cédula profesional con registro ante la DGP (Dirección General de Profesiones).

## Oferta Educativa
Actualmente se ofertan 51 carreras de nivel técnico en los planteles de la DGECyTM, la oferta de cada plantel se publica en la página de la DGECyTM: https://dgetaycm.sep.gob.mx/
- Técnico en Acuacultura de Aguas Continentales
- Técnico en Acuacultura de Aguas Marítimas
- Técnico en Administración de MIPyMES
- Técnico en Administración de Recursos Humanos
- Técnico en Construcción y Reparación Naval
- Técnico en Electrónica
- Técnico en Laboratorista Ambiental
- Técnico en Mecánica Naval
- Técnico en Navegación y Pesca
- Técnico en Operación Portuaria
- Técnico en Pesca Deportiva y Buceo
- Técnico en Preparación de Alimentos y Bebidas
- Técnico en Producción Industrial de Alimentos
- Técnico en Recreaciones Acuáticas
- Técnico en Refrigeración y Climatización
- Técnico en Sistemas de Información Geográfica

- Técnico en Logística
- Técnico en Programación
- Técnico en Servicios Costa Afuera
- Técnico en Servicios de Hospedaje
- Técnico en Recursos Hídricos

## Localización
En este enlace podrás encontrar las carreras y planteles en los cuales se ofertan:  https://dgetaycm.sep.gob.mx/es/uemstaycm_sep/Plantel/
| Estado          | Escuelas | Número único |
| --------------- | -------- | ------------ |
| Jalisco         | 1        | 1            |
| Hidalgo         | 1        | 2            |
| Guanajuato      | 1        | 3            |
| San Luis Potosí | 1        | 4            |
| Aguascalientes  | 1        | 5            |

Querétaro

## Escuelas hermanas
- Centros de Estudios de Bachillerato
- Preparatoria Federal Lázaro Cárdenas
- Preparatoria Federal por Cooperación
- Centros de Bachillerato Tecnológico Industrial y de Servicios
- Centros de Estudios Tecnológicos Industrial y de Servicios
- Centros de Bachillerato Tecnológico Agropecuario
- Centros de Bachillerato Tecnológico Forestal
- Centros de Estudios Tecnológicos del Mar